# Schmiede Donsbrüggen
Die Alte Schmiede Donsbrüggen ist eine historische Schmiede im Ortsteil Donsbrüggen in Kleve. Sie wurde 1912 von Theo Heister aus Grieth errichtet. Sein Sohn Theo jun. betrieb die Schmiede bis 1955. Eigentümer der Schmiede ist heute Paul Josef Heister. Seit 1990 befindet sich in der ehemaligen Schmiede eine Sammlung zum ländlichen Schmiedehandwerk. Im November findet an ihr der Eligiusmarkt statt.